# Зелена дървесна жаба
Зелените дървесни жаби (Litoria phyllochroa) са вид земноводни от семейство Дървесници (Hylidae).
Срещат се по югоизточното крайбрежие на Австралия.
Таксонът е описан за пръв път от германския зоолог Алберт Гюнтер през 1863 година.